# Santaluovi
Santaluovi är en sjö i Finland. Den ligger i kommunen Kotka i landskapet Kymmenedalen, i den södra delen av landet, 120 km öster om huvudstaden Helsingfors. Santaluovi ligger 1 meter över havet. Arean är 1,5 hektar och strandlinjen är 0,46 kilometer lång. Sjön  ingår i Finska vikens avrinningsområde. 